# إدوارد أرماند
إدوارد أرماند هو عداء سريع هايتي، (و. أغسطس 1890  م).

## وصلات خارجية
- إدوارد أرماند على موقع أوليمبيديا (الإنجليزية)